# Rævehale
Rævehale (Alopecurus) er en slægt med ca. 25 arter, der har det oprindelige udbredelsesområde i Europa og Asien, men som også er naturaliseret i Nordamerika og på New Zealand. Det er græsser med flade blade og blomsterne samlet i en tæt, endestillet dusk. Her omtales kun de arter, som er vildtvoksende i Danmark, eller som dyrkes her.
| Arter |

- Agerrævehale (Alopecurus myosuroides)
- Engrævehale (Alopecurus pratensis)
- Gul rævehale (Alopecurus aequalis)
- Knæbøjet rævehale (Alopecurus geniculatus)
- Polarrævehale (Alopecurus alpinus)
- Sort rævehale (Alopecurus arundinaceus)